# 大都河村
大都河村（おおつがわむら）は、和歌山県西牟婁郡にあった村。現在のすさみ町の北西部にあたる。

## 地理
- 山岳：善司ノ森山、重善嶽、洞山、清水山、大山
- 河川：周参見川、城間川、宮城川

## 歴史

### 村名の由来
古座川・周参見川・日置川など3つの大きな河の上流域が集まって都をつくろうという願いを込めたことによる。

### 沿革
- 1889年（明治22年）4月1日 - 町村制の施行により、小河内村・大附村・小附村・大鎌村・大谷村・防己村・矢野口村・矢ヶ谷村・柿垣内村の区域をもって発足。
- 1955年（昭和30年）3月31日 - 周参見町・佐本村と合併してすさみ町が発足。同日大都河村廃止。